# Seznam obcí v Česku, I
Toto je seznam obcí v Česku začínajících na písmeno I. 
Tento seznam je generován z údajů na Wikidatech a je pravidelně aktualizován botem.
 Úpravy provedené v seznamu budou při příští aktualizaci odstraněny!
| # | Článek            | Počet obyvatel | Rozloha (km2) | Okres             |
| - | ----------------- | -------------- | ------------- | ----------------- |
| 1 | Ivančice          | 9 898          | 47,6          | okres Brno-venkov |
| 2 | Ivanovice na Hané | 2 978          | 21,43         | okres Vyškov      |
| 3 | Ivaň              | 754            | 11,76         | okres Brno-venkov |
| 4 | Ivaň              | 465            | 7,3           | okres Prostějov   |